# تاتیانا توتمیانینا
تاتیانا توتمیانینا (روسی: Татьяна Ивановна Тотьмянина؛ زادهٔ ۲ نوامبر ۱۹۸۱) اسکیت‌باز نمایشی اهل روسیه است.